# Perissocoeleum phylloideum
Perissocoeleum phylloideum är en flockblommig växtart som först beskrevs av Mildred Esther Mathias och Lincoln Constance, och fick sitt nu gällande namn av Mildred Esther Mathias och Lincoln Constance. Perissocoeleum phylloideum ingår i släktet Perissocoeleum och familjen flockblommiga växter. Inga underarter finns listade i Catalogue of Life.